# 哈尼斯茨卡利河
42°09′14″N 42°42′43″E / 42.1539°N 42.7120°E

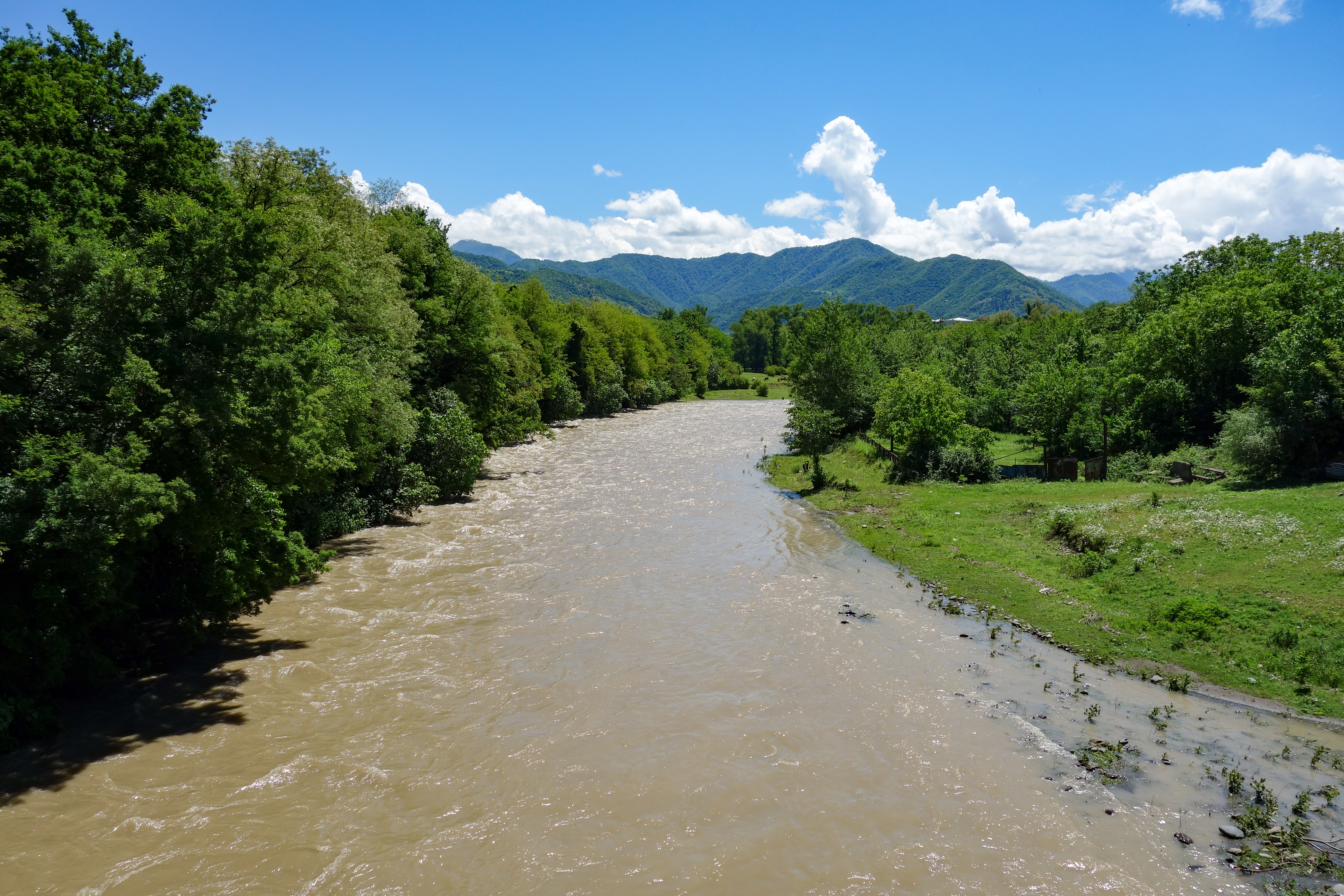

哈尼斯茨卡利河是格魯吉亞的河流，位於該國中部，流經伊梅雷蒂大区，屬於里奥尼河的左支流，河道全長57公里，流域面積914平方公里，河畔城鎮有巴格達蒂。